# Sebka

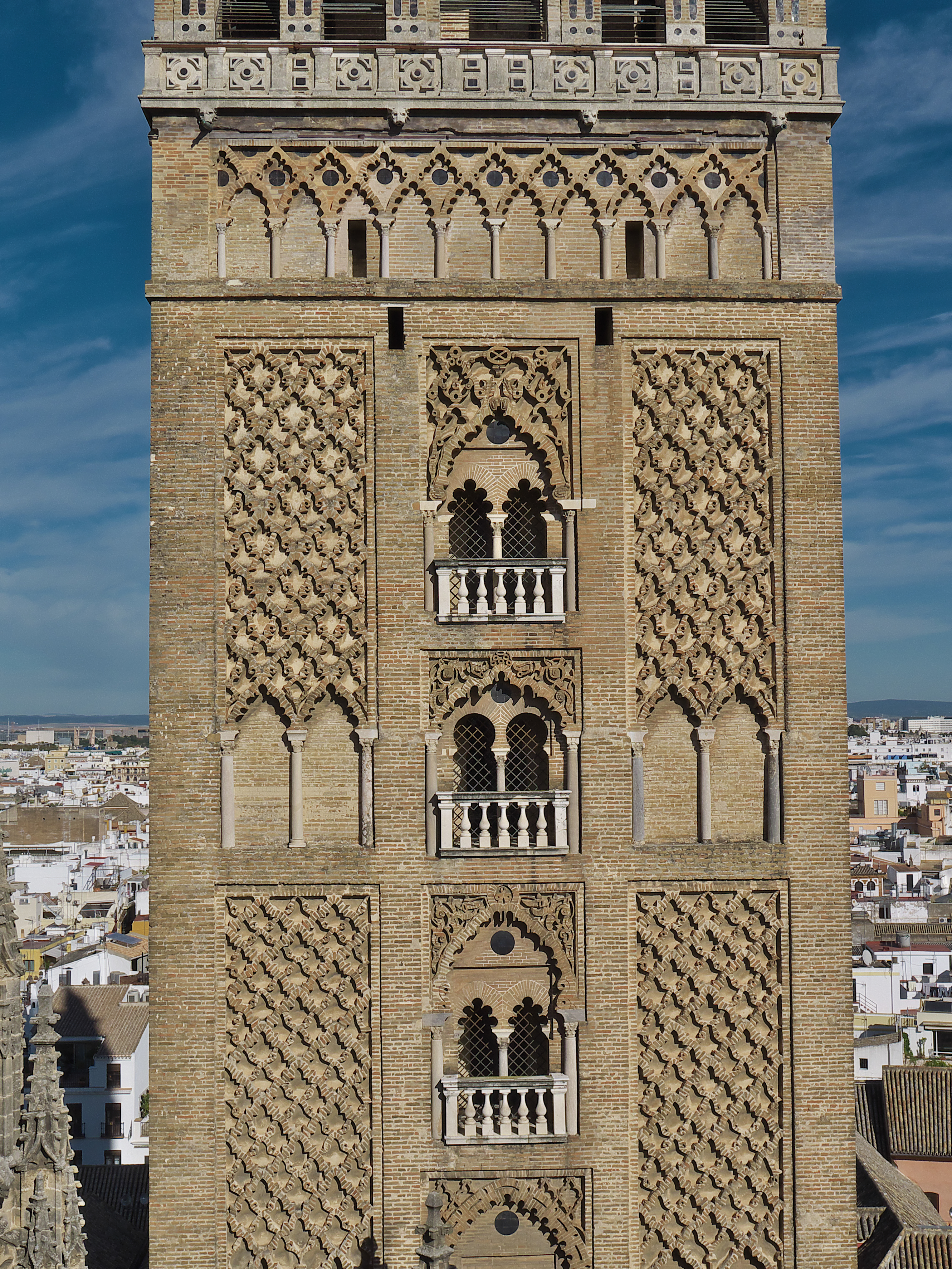
Detalle de paños de sebka en la Giralda de Sevilla.

La sebka (del árabe shabaka, شبكة, que significa «red»), en arquitectura es un elemento decorativo con forma de retícula oblicua, a modo de entrelazado geométrico romboidal, que cubre muros, arcos, paredes, zócalos, u otros paramentos, característico del arte islámico en al-Ándalus y Marruecos. Normalmente está conformado con piezas cerámicas, creando formas lobuladas o mixtilíneas, o bien ladrillos. Suele organizarse a modo de paneles que compartimentan el espacio, llamados paños de sebka..

## Historia

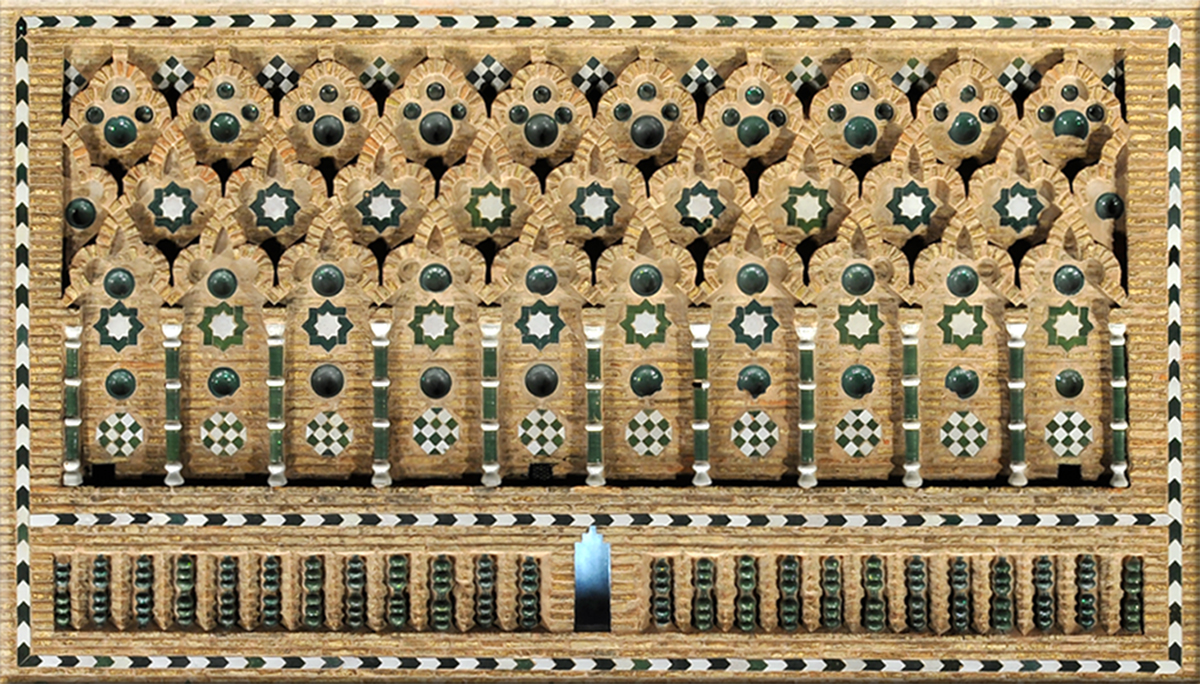
Paño de Sebka en la torre mudéjar de El Salvador de Teruel.

Los primeras evidencias de la técnica de sebka pueden apreciarse en elementos arquitectónicos de Marruecos y al-Ándalus durante el Imperio almohade en los siglos XII y XII, aunque algunos autores como George Marçais, académico del siglo XX, cree que este motivo se originó con los arcos entrelazados de la ampliación de la Mezquita aljama de Córdoba realizada por el califa al-Hakam II (r. 961-975). Esta técnica continuó expandiéndose como recurso decorativo en los edificios del Sultanato benimerín y del Reino nazarí de Granada hasta convertirse en uno de los ornamentos más comunes de la arquitectura islámica occidental, a menudo combinada con arabescos. Asimismo, influenció a los reinos cristianos de la península ibérica con el arte mudéjar.

Pueden apreciarse en la Giralda almohade de Sevilla o en la Alhambra de Granada.

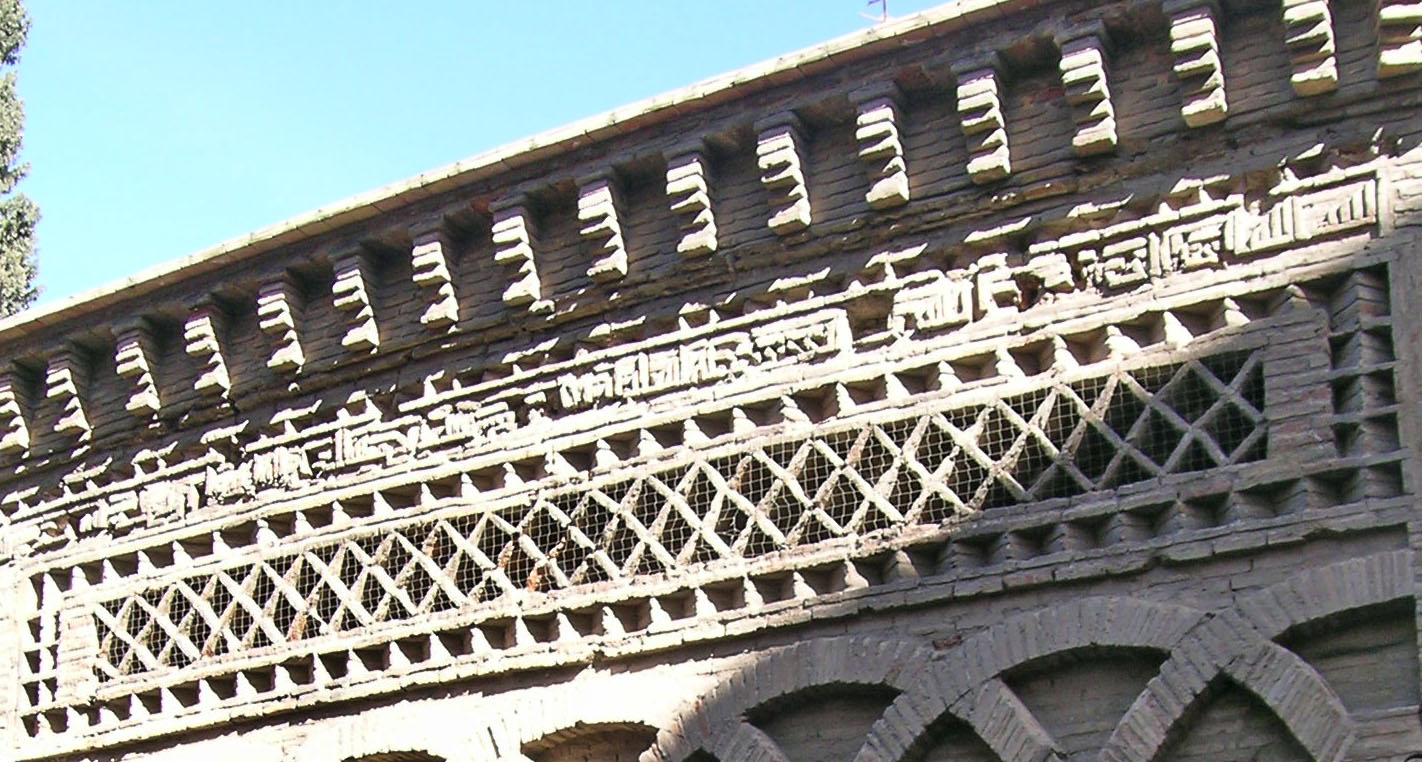
Detalle de la decoración de sebka primitiva en el friso de la portada en la mezquita Bab al-Mardum de Toledo.